# Eileen Barkerová
Eileen Barkerová (* 21. dubna 1938 Edinburgh) je profesorka sociologie, zakladatelka institutu pro studium nových náboženských hnutí INFORM (Information Network Focus on Religious Movements). Její odborný zájem je směrován k problematice kultů a nové religiozity. Je členkou několika vědeckých organizací. Z její tvorby vyniká např. The Making of a Moonie: Choice or Brainwashing? či New religious movements: a practical introduction.